# Caput
Caput es una palabra latina que significa literalmente "cabeza" y por metonimia "parte superior". Es utilizada en una variedad de palabras, como ser capital, capitán y decapitar. El apellido Caputo, común en la   región de Campania, Italia; proviene del apelativo que se utilizó para algunos generales militares romanos. Más recientemente ha surgido una variante bajo el título Capo (o Caporegime), en relación con la cabeza de La Cosa Nostra. La lengua francesa convirtió 'caput' a chief, chef, y chapitre, más tarde a su vez transferido al inglés en el término chapter (capítulo).
El poblado central en una multiestado anglosajón se denominó caput, (reducción de caput baroniae, ver más abajo). La palabra se utiliza también para denominar el centro administrativo de un hundred (una antigua división geográfica). También pueda referir a un asiento familiar, la residencia principal de un aristócrata.
Caput baroniae es el asiento principal de una baronía feudal inglesa. Caput baronium es el asiento principal de una baronía en Escocia.
Caput era también el nombre del consejo o cuerpo gobernante de la Universidad de Cambridge con anterioridad a la constitución de 1856 y sigue siendo el cuerpo que preside el Senado de la Universidad de Dublín.
Caput también se utiliza en medicina para describir cualquier protuberancia en forma de cabeza en un órgano o estructura, como en el caso de caput humeri.
En música, caput puede referir a Missa Caput o el canto llano melisma en el cual se basa.
En aracnología, el caput o "la cabeza" es la parte cefálica de un cefalotórax.
La palabra alemana kaputt ("destruido"), de la cual deriva el coloquialismo inglés 'kaput' o 'caput' (significando hecho, o acabado) no está relacionada con esta palabra. El origen de la palabra alemana, y consiguientemente las palabras inglesas se tomó prestado del francés: être capot, 'ser sombrero' o higo. 'ser vencido'.